# Jaroslav Karl
Jaroslav Karl (18. června 1929, Plzeň – 19. března 2019 Klatovy) byl český katolický kněz tajně vysvěcený v roce 1962 ve valdické věznici biskupem Jánem Korcem a politický vězeň komunistické totality.

## Život
Když mu byly tři roky, jeho rodina se přestěhovala do Klatov, kde vychodil pětiletou obecnou školu. Po vzniku protektorátu v roce 1939 začal navštěvovat osmileté gymnázium. Již během války se zapojil do skautské odbojové skupiny Černý lev. V odbojové činnosti pokračoval i po komunistickém převratu. Po maturitě v roce 1948 studoval teologii v Českých Budějovicích až do uzavření semináře v roce 1950.
V letech 1951-1952 vykonával povinnou vojenskou službu u Pomocných technických praporů v Libavé a ve Šternberku u Olomouce. Přímo v kasárnách byl 29. září 1952 zatčen Státní bezpečností, po roční vyšetřovací vazbě byl vojenským soudem v Praze odsouzen k 17 letům vězení za velezradu a vyzvědačství, důvodem uvěznění byla jeho činnost ve skautské odbojové organizaci Černý lev a náboženské aktivity. Při soudním líčení ho prokurátor vinil i z vraždy nevinných korejských dětí, matek a starců.

Uvězněn byl ve věznici v Leopoldově, kde sdílel celu například i s budoucím československým prezidentem Gustávem Husákem. V roce 1960 byl po rozsáhlé amnestii prezidenta Antonína Novotného podmínečně propuštěn. V roce 1961 byl znovu zatčen, odsouzen za rozvracení republiky na dva roky vězení a zbytek předchozího trestu. Nejprve byl uvězněn znovu v Leopoldově, pak byl přeložen na žádost sestry a matky do Valdic, kde byl vězněn také jeho švagr. V této věznici přijal tajně kněžské svěcení. Z Valdic byl P. Jaroslav Karl propuštěn v roce 1965 na prezidentskou milost poté, co podal žádost o revizi rozsudku.
Po propuštění pracoval na melioracích v Zemědělském stavebním podniku v Klatovech, Dětské psychiatrické léčebně v Běhařově, kde pomáhal zakládat rehabilitační oddělení. Po dálkovém studiu na střední zdravotnické škole pracoval od roku 1979 jako ošetřovatel v Psychiatrické léčebně v Praze Bohnicích.
Zapojil se do aktivit podzemní církve a tajně připravoval české bohoslovce na svěcení, které probíhalo v NDR u biskupa Joachima Meisnera z Berlína. Kněžské povolání mohl legálně vykonávat až po pádu komunismu. V letech 1990–2003 působil jako děkan v Bechyni. Byl aktivním členem Konfederace politických vězňů v Klatovech, kde zároveň působil jako výpomocný duchovní.
Zemřel po krátké nemoci ve věku 89 let.

## Ocenění
V roce 2013 mu byla udělena Cena Václava Bendy.